# Dole (gmina Metlika)
Dole – wieś w Słowenii, w gminie Metlika. W 2018 roku liczyła 40 mieszkańców.